# Ajuda Oficial al Desenvolupament

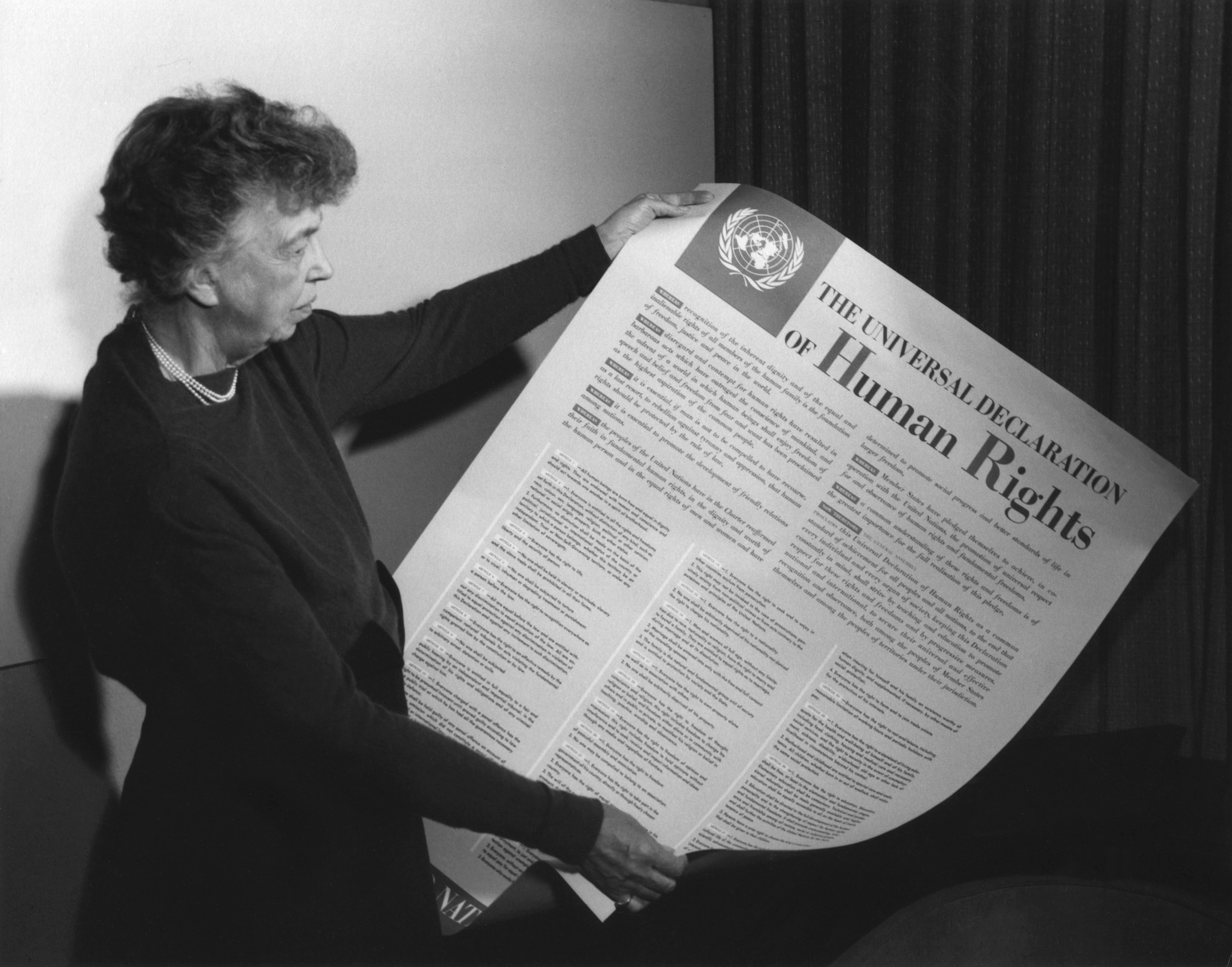
La Declaració Universal dels Drets Humans de 1949 emplaça el benestar i la seguretat econòmica com a drets inalienables dels individus

L'Ajuda Oficial al Desenvolupament (AOD) és el total de fluxos de finançament oficials i en condicions favorables, orientats a la promoció del desenvolupament econòmic i el benestar dels països en vies de desenvolupament. Duta a terme majoritàriament per institucions estatals, l'AOD ha servit, des de la seva promoció després de la Segona Guerra Mundial, per impulsar el desenvolupament de països amb dificultats per finançar tant les seves necessitats bàsiques com el necessari creixement econòmic.

## Història
Per entendre l'ascens de les AOD en el discurs públic i l'agenda de la comunitat internacional, cal situar-lo en el seu context històric. Els anys cinquanta i seixanta, el creixement econòmic i la construcció dels estats del benestar europeus es basa en l'acord entre la política i el mercat. S'hi contraposen la fi del colonialisme i les successives independències dels països de l'Àfrica i l'Àsia. En un marc complex (transcendència del moment, mala consciència europea i por a l'avenç de l'esfera soviètica), els països ja desenvolupats van acceptar les línies de Nacions Unides, principals impulsores d'aquesta política. A finals dels setanta, l'ONU fixa en el 0,7% del Producte Interior Brut (PIB) l'aportació de cada país desenvolupat a l'AOD. Així, conjuntament amb les institucions de crèdit del Banc Mundial (BM) i el Fons Monetari Internacional (FMI), es promourà el finançament progressiu de les regions menys desenvolupades del món en concepte d'ajudes i crèdits.
El llegat tangible de més de mig segle d'ajuda al desenvolupament és evident, perquè la política per al desenvolupament ha permès pal·liar els efectes de la pobresa en moltes regions del món i ha donat resposta a reiterades crisis humanitàries. Però l'AOD ha estat objecte de crítiques. Ben pocs països han complert amb l'objectiu del 0,7%, i les seves intencions reals no sempre han estat honestes. En alguns casos l'ajuda s'ha condicionat a polítiques econòmiques beneficioses per al donant, o s'ha concentrat la inversió nacional en localitzacions associades a interessos geoestratègics.
En els últims anys, tot i les contingències econòmiques, la tendència ha estat a incrementar el nivell de l'ajuda. El 2005, el G8 va engegar un pla d'ajuda per a l'Àfrica, calculat en 50 mil milions de dòlars. Els països de la Unió Europea s'han compromès a assolir el 2015 el 0,56%. I la condonació del deute extern o els impostos a les transaccions especulatives (Taxa Tobin) semblen guanyar consens en fòrums de diàleg intergovernamentals a tot el món.
El 2015, tots els Estats membres de les Nacions Unides van aprovar disset objectius de desenvolupament sostenible com a part de l'Agenda 2030, en el que estableix un pla per assolir-los en 15 anys.

## Països donants
Segons l'OCDE, en 2019 els Estats Units aporten la major partida d'AOD a nivell mundial, seguits d'Alemanya, el Regne Unit, Japó i França, i l'estat que aporta el major percentatge dels seus recursos és Turquia.
1. Estats Units – $34,00 mil milions
2. Alemanya – $25,03 mil milions
3. Regne Unit – $19,83 mil milions
4. Japó – $15,22 mil milions
5. França – $12,65 mil milions
6. Turquia – $8,75 mil milions
7. Suècia – $5,51 mil milions
8. Països Baixos – $5,43 mil milions
9. Itàlia – $5,14 mil milions
10. Canadà – $4,74 mil milions
11. Noruega – $4,68 mil milions
12. Aràbia Saudita – $4,53 mil milions
13. Suïssa – $3,12 mil milions
14. Austràlia – $3,07 mil milions
15. Espanya – $3,01 mil milions
16. Corea del Sud – $2,69 mil milions
17. Dinamarca – $2,63 mil milions
18. Emirats Àrabs Units – $2,28 mil milions
19. Bèlgica – $2,26 mil milions
20. Àustria – $1,26 mil milions

## Regions receptores

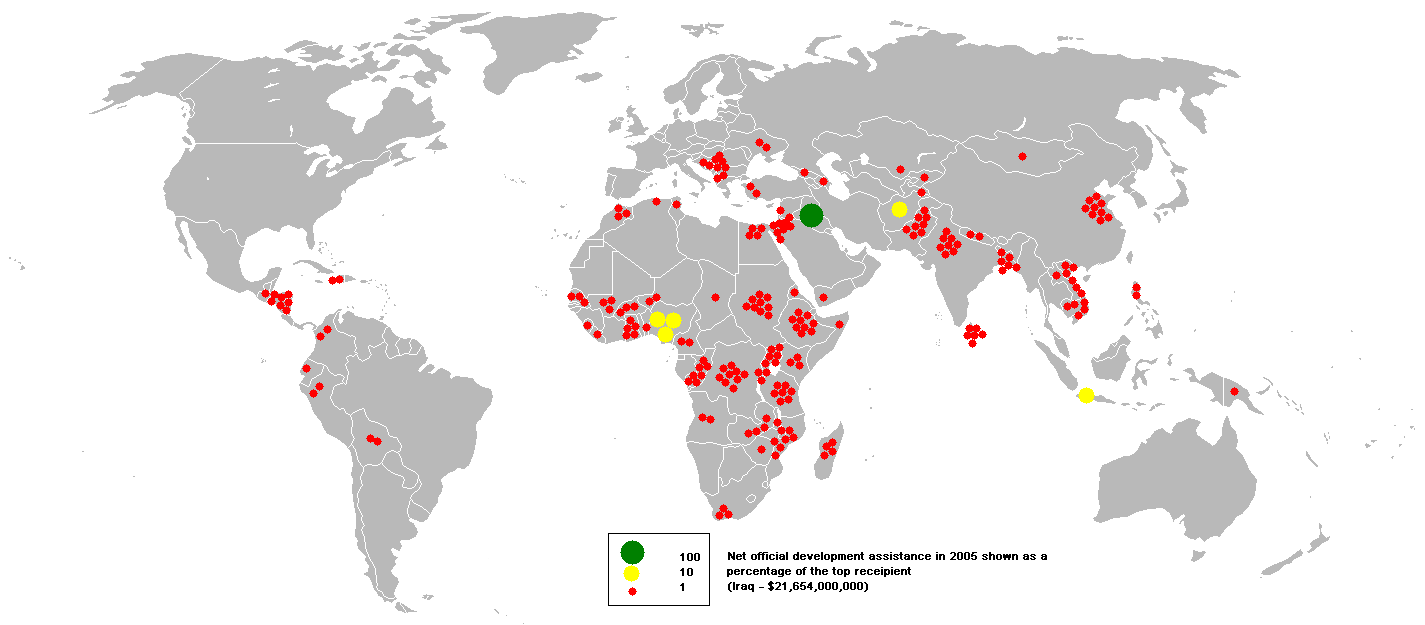
Distribució geogràfica de l'AOD a nivell mundial

L'OCDE informà que, a 2009, l'Àfrica va rebre la major part de l'AOD mundial, concentrant al voltant de 28 mil milions de dòlars. D'aquests, 25 mil milions es van destinar a països subsaharians. Sudàn va rebre uns 2 mil milions i Etiòpia 1,8. Àsia va concentrar la segona major quantitat de l'ajuda, amb 24 mil milions. Els principals països receptors van ser l'Afganistan (amb més de 5 mil milions), l'Iraq (2,6) i el Vietnam (2,1).
La distribució territorial dels fons d'ajuda també és polèmica, perquè s'associa a la projecció no només humanitària sinó geopolítica i estratègica del país emissor. És el cas de l'Iraq o l'Afganistàn, que recullen bona part de l'ajuda al continent asiàtic: les necessitats hi són (i més en el cas afganès, un dels països més pobres del món), però la concentració de bona part dels fons d'ajuda en aquests territoris obeeix més a una projecció militar i estratègica que no pas a la desinteressada acció humanitària.

## Evolució de l'AOD a Espanya i Catalunya
L'impuls de l'AOD a nivell estatal es produeix en la dècada de 1980, amb la consolidació democràtica i la presa de consciència amb les responsabilitats internacionals. El 1981 el col·lectiu Justícia i Pau engega la campanya "Objectiu 0,7", amb l'objectiu de sensibilitzar la societat i la política perquè destini el 0,7 dels Pressupostos Generals de l'Estat per justicia, solidaritat i supervivència. La demanda té una bona acollida entre la major part dels partits, que signen un document comprometent-se a dotar fins al 0,7% del PNB l'ajuda oficial espanyola.
Una dècada més tard, les demandes a nivell ciutadà reneixen per pressionar la política cap increment promès de l'ajuda. El 1992 es recullen 6.000 firmes i 100.000 un any més tard. El 1994, el col·lectiu d'oneges a favor del 0,7% presenten al Congrés dels Diputats mig milió de firmes d'aval. La manca de resposta per part de les institucions dona peu a diverses protestes ciutadanes, amb gran ressò mediàtic. El 1994 comencen les acampades pel 0,7 a Madrid i diferents punts de la geografia estatal, reclamant una ampliació i empoderament ciutadà de la gestió de la partida de l'ajuda. La pressió sobre els representants polítics porta que diversos partits acceptin el "Pacte per la Solidaritat", que concreta les demandes dels manifestants.
En 1996, davant l'incompliment de les promeses de les forces polítiques i en clima d'eleccions, les acampades del 0,7 incrementen les mobilitzacions i aconsegueixen omplir el centre de Madrid amb la manifestació del 8 de desembre pel "0,7 a 1997". Les mobilitzacions es traslladen a les institucions del Senat i el Congrés, que tramitaven una nova llei de cooperació. Es frena l'activitat parlamentària i es duran a terme nombroses protestes a Madrid, a Catalunya i Andalusia. Entre 1997 i 1999 les oneges i la Plataforma pel 0,7 se centren en l'abolició del deute extern dels països del tercer món. El 2000 es va impulsar una consulta social popular per l'abolició del deute, que no es va dur a terme de manera oficial.
A nivell històric, les acampades han representat una de les més importants mostres d'acció col·lectiva estatal. El fons d'aquesta mobilització, l'assoliment del 0,7, és indissociable amb la gestió ciutadana d'aquesta ajuda, per decidir com i on dedicar l'ajuda. Un dels altres eixos de les reclamacions ciutadanes era inserir el 0,7 en cada administració de l'Estat. Així, s'invitava les comunitats autònomes, províncies i municipis a dedicar el 07% del seu pressupost a la cooperació, donant origen a l'Ajuda Oficial al Desenvolupament catalana.
Tanmateix, en 2019 la cooperació al desenvolupament que destinava l'estat espanyol era del 0,205% del PIB, un lleuger augment respecte el 0,203 de 2018 i el 0,19 de 2017. El màxim ha estat del 0,33% amb la condonació del deute amb Cuba en 2016, mentre en 2015 era del 0,12% en 2015.
El Pla Director 2019-2022 de la Generalitat de Catalunya assumeix i desplega des de la política pública de cooperació al desenvolupament el marc internacional de l'Agenda 2030 i dels seus Objectius de Desenvolupament Sostenible, entre ells el compromís del 0,7% en cooperació.